# Kölner Werkschulen
Die Kölner Werkschulen waren eine von 1926 bis 1971 bestehende (Hoch-)Schule für Bildende Kunst, Architektur und Formgebung (Design). Das Institut der TH Köln, die Cologne International School of Design, und die Kunsthochschule für Medien Köln, sind die Nachfolger.

## Geschichte
Die Werkschulen entwickelten sich aus der 1879 gegründeten Abteilung für Kunstgewerbe der Gewerblichen Fachschule der Stadt Köln, deren Vorgängerin 1833 als Königlich Preußische Provinzial-Gewerbeschule Cöln gegründet wurde. Die Kunstgewerbeabteilung geht zurück auf die Gründung einer Sonntagsschule durch den Maler Egidius Mengelberg im Jahr 1822 im Jesuitengebäude. 1910 wurde Emil Thormählen an die Kölner Kunstgewerbeschule berufen, die er im Sinne der Deutschen Werkbund-Bewegung auf- und ausbauen sollte. Mit der Leitung einer Bildhauerwerkstätte betraute er 1913 den österreichischen Künstler Wolfgang Wallner, der in Wien ein gemeinsames Atelier mit seinem Studienkollegen, dem Bildhauer Max Domenig betrieb. Seine Pläne zum Bau eines neuen Schulgebäudes mussten wegen des Kriegsausbruchs 1914 jedoch zurückgestellt werden und konnten auch nach Kriegsende nicht sofort in Angriff genommen werden. Thormählen ging deshalb bereits im November 1919 in den Ruhestand.
Im April 1924 konnte die Schule unter dem Direktorat von Martin Elsaesser das von diesem entworfene „Rote Haus“, einen expressionistischen, roten Backsteinbau auf dem Grundstück Ubierring 40, beziehen. Die Schule wurde umstrukturiert und erhielt 1926 vom damaligen Oberbürgermeister Konrad Adenauer – nach dem Leitbild des Bauhauses – die Bezeichnung „Kölner Werkschulen“. Zitat: „...in Bonn is de Wissenschaft (= Universität) un in Düsseldorf de Kunst (= Akademie) un in Kölle will ich Beides...“. Während in Düsseldorf die Freie Kunst an der Kunstakademie und die Angewandte Kunst an der Kunstgewerbeschule gelehrt wurden, sollte man an den Kölner Werkschulen (Plural) das ganze Spektrum studieren können. Adenauer setzte seinen Willen durch: 1919 mit seiner Universität zu Köln und 1926 mit seiner Kölner Kunst(hoch)schule – beide Gebäude fast in Sichtweite beieinander.

### 1926–1933
Die Werkschulen waren ein rein stadtkölnisches Kunstinstitut, eine Stätte der praktischen Werkbetätigung (Hand-werk / Kunst-werk), die sich in ihrem Programm dem Werkbund-Gedanken verpflichtet sahen (der seit der Kölner Werkbundausstellung 1914 hier etabliert war) und die enge Verbindung von Entwurf und Ausführung, freier und angewandter Kunst, von Atelier und Werkstatt in den Vordergrund stellten. (Zitat): „… der Kopf erfindet's und die Hände machen's …“
Die Verbindung der Werkschulen mit der Industrie wurde sehr gefördert. Die Industrie vergab Aufträge an die Werkstätten der Kölner Werkschulen. So stammen beispielsweise das Gehäuse des Volksempfängers, Schrifttypen für Schreibmaschinen (Erbar und Candida), der Entwurf und die Ausführung der Deutschen Meisterschale und des Deutschen Fußballpokals von Kölner Studierenden – unter Anleitung der Professoren.
Architektur, Innenarchitektur, Malerei, Bildhauerei und Bauplastik, Bühnenbild, Kostümbildnerei und Paramentik waren an den Kölner Werkschulen vertreten. Später wurden zusätzliche Klassen für freie und angewandte Grafik (sowie „Photographik“) und für künstlerische und technische Formgebung unter der Leitung von Richard Riemerschmid eingerichtet und das Kölner Institut für religiöse Kunst angegliedert. Riemerschmid orientierte sich – mit Genehmigung des preußischen Kultusministeriums – an den 1924 gegründeten Berliner Vereinigten Staatsschulen für Freie und Angewandte Kunst (VS, heute Universität der Künste, Berlin), die von seinem Kollegen und Werkbund-Mitbegründer Bruno Paul geleitet wurden.
1931 lief Riemerschmieds Vertrag ohne Verlängerung aus. Mit dem Erstarken des Nationalsozialismus in Köln ging Adenauers Einfluss zurück. Es gelang ihm aber, den Kölner Museumsdirektor Karl With (von 1925 bis 1928 Professor für Kunstgeschichte an den Kölner Werkschulen) zum Nachfolger zu berufen. 1933 wurde With genau wie Adenauer aus dem Amt entlassen.

### 1933–1945
Während der Herrschaft der Nationalsozialisten (was Kunst ist, bestimmt der „Führer Adolf Hitler“) wurden die Werkschulen unter Karl Berthold zur Kölner Meisterschule degradiert, verloren Namen und Bedeutung, und der Deutsche Werkbund wurde aufgelöst und verboten. Der neue Direktor Berthold hatte auch zuvor die Frankfurter Kunstschule (Städelschule) im Sinne der neuen Machthaber zur Stätte einer traditionellen, handwerklich gefertigten, antisemitischen und antikapitalistischen „deutschen Heimatkunst“ gleichgeschaltet.
Die Gebäude der Kölner Werkschulen wurden während des Zweiten Weltkriegs am 2. März 1945 zu über 70 Prozent beschädigt. Als Architekt leitete Stefan Leuer den Wiederaufbau der Kölner Werkschulen, an dem sich viele Studierende aktiv beteiligten. Die Kölner Werkschulen nahmen den Studienbetrieb mit einer Feierstunde am 4. November 1946 wieder auf. Der Spiegel meldete in seiner ersten Ausgabe vom 4. Januar 1947 auf Seite 13: „Professor Wallner, der langjährige Leiter der 1879 gegründeten Kölner Werkschule, eröffnete Ende Dezember wieder sein Institut.“
(Prof. Wallner war nur während des Krieges, von 1939 bis 1946 stellvertretender Direktor an den Werkschulen).

### Nach 1946
Unter dem Direktorat von August Hoff kehrte Dominikus Böhm zurück und übernahm wieder (wie vor 1933) bis 1953 die Abteilung Kirchenbau; danach wurde sie von Stefan Leuer als Abteilung Profan- und Kirchenbau geleitet. Friedrich Vordemberge und Otto Gerster lehrten Malerei, Ludwig Gies Plastik, Wolfgang Wallner Bildhauerei, Josef Jaekel Metalltreiben, Alfred Will Freie Grafik (wie vor 1933), Georg Lünenborg Architektur / Innenarchitektur, Wilhelm Teuwen Glasmalerei, Elisabeth Treskow Goldschmiedekunst, Heinrich Hußmann Grafik.
Der Bundesadler im Bonner Bundestag wurde in Köln von Ludwig Gies entworfen, die erste Wahlurne von Josef Jaekel in Kupfer getrieben und Hußmann und Will gestalteten die neuen Briefmarken-Serien für die Bundespost.
Bundeskanzler Adenauer und Bundespräsident Theodor Heuss (von 1918 bis 1933 Geschäftsführer und Vorstandsmitglied des Deutschen Werkbunds) interessierten sich für die Entwicklung der Kölner Werkschulen. So wurden ständig Besucherführungen in- und ausländischer Honoratioren durchgeführt. Porträts von Politikern, vor Ort in Bonn gezeichnet, wurden Grundlage für Wahlplakate und Werbeschriften der Regierung.
In den 1950er Jahren – unter Vordemberges Leitung – entwickelte sich der Schwerpunkt Freie Kunst und die Werkschulen wurden so zur „Kölschen Kunstakademie“. Auch wurden die berühmten und berüchtigten Künstlerfeste „Paradiesvogel und Lumpenball“ aus den 1920er Jahren neu aufgelegt. 1953 bestand eine Rosemarie Albach (Tochter von Magda Schneider) die künstlerische Aufnahmeprüfung, machte dann aber als „Romy Schneider“ beim Film Weltkarriere.
In den 1960er Jahren war Köln (mit 5 Abteilungen, 21 Lehrbereichen und knapp 500 Studenten) das größte Kunstinstitut in Nordrhein-Westfalen und gehörte neben Hamburg, Berlin und München zu den größten der Bundesrepublik. Von 1961 an arbeiteten Kölner Studierende in einem „Außen-Studio“ der Werkschulen in Vinci in der Toskana als Stipendiaten für einen Monat „in“ und „nach“ der Natur.

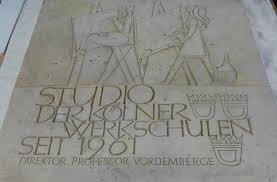
Inschriftentafel am Albergo Leonardo in Vinci (Toscana)

Köln praktizierte das Modell einer „Kommunalen Kunsthochschule“ (mit staatl. Diplom-Abschluss). Das Hochschulwesen fällt aber als Teilbereich der Kultur unter die Kulturhoheit der Bundesländer, und der nordrhein-westfälische Landtag sträubte sich dagegen, im Landesteil „Nordrhein“ eine zweite Staatliche Kunsthochschule bzw. Kunstakademie (neben Düsseldorf) zu haben. Eher schon hielten die Abgeordneten eine solche in Münster im Landesteil „Westfalen“ für realisierbar. 1968 erfolgte die Umbenennung in Akademie der Bildenden Künste Köln – (Kölner Werkschulen).
1970 bat die Stadt Köln durch einstimmigen Ratsbeschluss das Land Nordrhein-Westfalen, „zur Erhaltung des Ranges und des Rufes“ die Kölner Werkschulen in eine Staatliche Hochschule für Bildende Künste umzuwandeln. Der zuständige Wissenschaftsminister Johannes Rau überführte jedoch die Werkkunstschule seiner Heimatstadt als „Fakultät für Design und Kunst“ in die Bergische Universität Wuppertal, die Kölner Werkschulen hingegen gliederte er als Fachbereich Kunst und Design in die 1971 neu gegründete Fachhochschule Köln (seit September 2015 umbenannt in TH Köln) ein.
In den 1980er Jahren gab es eine kulturpolitische Landtagsinitiative, nach der die Kölner Werkschulen zusammen mit der 1971 gegründeten Kunstakademie Münster als Unterabteilung der Kunstakademie Düsseldorf geführt werden sollten, die jedoch erfolglos blieb, da die Akademien überwiegend Kunsterzieher ausbilden.
Die Kölner Werkschulen wurden zerlegt: Die Architekturabteilung wurde räumlich ausgelagert nach Deutz und dann mit der Bauingenieur-Ausbildung zusammengefasst. Als Folge des 1987 beschlossenen Kunsthochschulgesetzes wurde die freie Kunst als Studienfach endgültig aufgegeben und das bisherige Lehrangebot des Grafikdesigns im so genannten „Kölner Modell“ zunächst in eine Fakultät, den „Fachbereich Design“, später in ein heute international renommiertes reines Design-Institut (Köln International School of Design) umgewandelt. Neben dem Studiengang „Integrated Design“, der sich durch eine Integration unterschiedlicher Designdisziplinen auszeichnet, wird seit 1999 auch der europäische Bachelor- und Masterstudiengang European Studies in Design angeboten.
Nach der Neuordnung im Hochschulbereich gingen aus den ehemaligen Kölner Werkschulen und dem Fachbereich Kunst und Design an der Fachhochschule eine Hochschule sowie ein Institut in Köln hervor:
- 1990 Kunsthochschule für Medien Köln (KHM)
- 1991 Köln International School of Design (KISD), als Teil der TH Köln

### Struktur von 1971
Im letzten Jahr der Eigenständigkeit lehrten 65 Dozenten und Professoren an den Kölner Werkschulen, die in sechs Abteilungen gegliedert war:
- Grundlehre: Zeichnen, Formen, Malen, Akt
- Baukunst: Profan- und Kirchenbau, Architektur und Innenarchitektur
- Bildende Künste: Bildhauerei und Bauplastik, Metallbildhauerei, Studio für Metallgestaltung, Kunstschmiede, Gold- und Silberschmiede, Sakrale und profane Malerei, Wandmalerei, Freie Grafik, Fotografie, Textile Gestaltung, Freie Malerei, Fläche und Raum, Bühnenbild, Kostümgestaltung
- Visuelle Kommunikation: Graphik-Design, Typographie, Photografik, Illustration
- Formgebung: Keramik, Gestaltung von Maschinen und Gerät, Gestaltung von Gebrauchsgütern
- Vorlesungen und Seminare in: Kunsthistorik, Anatomie, Ästhetik, Soziologie, Psychologie, Dramaturgie, Kybernetik

## Direktoren
- 1879–1906: Friedrich Romberg (Ingenieur, 1846)
- 1906–1910: Gustav Halmhuber, Architekt und Maler
- 1910–1919, Emil Thormählen, Maler und Architekt
- 1920–1926: Martin Elsaesser, Architekt
- 1926–1931: Richard Riemerschmid, Maler, Architekt und Designer
- 1931–1933: Karl With, Kunsthistoriker
- 1933–1945: Karl Berthold, Goldschmied
- 1946–1957: August Hoff, Kunsthistoriker
- 1958–1965: Friedrich Vordemberge, Maler
- 1965–1971: Werner Schriefers, Maler und Designer

## Bekannte Künstlerlehrer der Kölner Werkschulen

### Architektur/Innenarchitektur
- Martin Elsaesser (1920–1925)
- Dominikus Böhm (1926–1934/1947–1953)
- Richard Riemerschmid (1926–1931)
- Stefan Leuer (1954–1978)
- Georg Lünenborg (1948–1967)
- Gernot Lucas (1969–2003)
- Wolf Nöhren (1970–1973)

### Malerei
- Alexe Altenkirch (1907–1932)
- Jan Thorn Prikker (1926–1932)
- Friedrich Ahlers-Hestermann (1928–1933)
- Richard Seewald (1924–1931)
- Otto Gerster (1939–1972)
- Stefan Wewerka (1975–1993)
- Daniel Spoerri (1978–1982)
- Hans Rolf Maria Koller (1963–1973)
- Dieter Kraemer (1963–1993)
- Friedrich Vordemberge (1946–1976)
- Dieter Horký (1971–1993)
- Karl Marx (1959–1986)
- Wilhelm Teuwen (1946–1967)
- Elisabeth Vary (1964–1970–1993)
- Werner Schriefers (1965–1989)
- Gerhard Kadow (1967–1974)
- Franz Dank (1961–1993)
- Hubert Schaffmeister (1952–1993)
- Helmut Kaldenhoff (1962–1980)
- Robert Seuffert (1912–1936)

### Plastik/Bildhauerei
- Anton Berger (1964–1989)
- Hans Karl Burgeff (1968–1988)
- Ludwig Gies (1950–1962)
- Georg Grasegger (1901–1927)
- Josef Jaekel (1947–1975)
- Dorkas Reinacher-Härlin (1924–1929)
- Titus Reinarz (1981–1992)
- Kurt Schwippert (1963–1968)
- Wolfgang Wallner (1912–1950)
- Hans Wissel (1925–1933)

### Grafik
- Richard Riemerschmid (1926–1931)
- Jakob Erbar (1926–1933)
- Heinrich Hußmann (1928–1965)
- Alfred Will (1929–1933/1946–1971)
- Anton Wolff (1942–1976)
- Jürgen Klauke (1970–1975)
- Pravoslav Sovak (1975–1991)
- Heinz Edelmann (1976–1978)

### Goldschmiede
- Ernst Riegel (1913–1933)
- Elisabeth Treskow (1948–1964)
- Wilhelm Nagel (1952–1989)

### Fotografie
- Arno Jansen (1965–2003)

### Kunstgeschichte
- Wilhelm Lotz
- Karl With (1925–1928/1931–1933)
- August Hoff (1946–1957)
- Paul Bender (1948–1976)

### Keramik und Industriedesign
- Dorkas Reinacher-Härlin (1924–1929)
- Ludwig König (1930–1933)
- Georg Roth (1924–1964)
- Walter Maria Kersting (1927–1932)
- Marianne Denzel (1965–1975)
- Herbert Schultes (1968–1970)
- Norbert Schlagheck (1968–1972)

### Glasmalerei
- Wilhelm Teuwen (1946–1967)

### Textile Gestaltung
- Margot Brinkhaus (1965–1993)

### Gastdozenten
- Friedrich Wolfram Heubach (Psychologie)
- Ulrich Wienbruch (Ästhetik)
- Günter Karl Friedrich Schwichtenberg (Kybernetik)
- Leo Kofler (Soziologie)
- Bazon Brock (Kunsttheorie und Neue Medien)
- Jörg Immendorff (Malerei)
- Wulf Herzogenrath (Kunstvermittlung)
- Ingo Kümmel (Kunsthandel)
- Ulrike Rosenbach (Videoaktion)
- Birgit Hein (Film)

### Weitere
- Franz Felke

## Bekannte Absolventen der Kölner Werkschulen

### Architektur
- Heinz Bienefeld
- Johannes Krahn
- Lucy Hillebrand

### Malerei
- Bettina Heinen-Ayech
- Rosemarie Trockel
- Helga Tiemann
- Ida Köhne
- Willy Weyres
- Wolfgang Schulte
- Hellmuth Eichner
- Kurt Wegner
- Wolfgang Niedecken
- Edvard Frank
- Jürgen Hans Grümmer
- Hildegard Grunert
- Dieter Horký
- Alice Koch-Gierlichs
- Joseph Fassbender
- Edith Oellers-Teuber
- Ulla Horký
- Victor Bonato
- Günther Umberg
- Anton Räderscheidt
- Peter Reichenberger
- Wolfgang Siemens
- Will Thonett
- Fritz H. Lauten
- Marianne Tralau
- Ingeborg Drews
- Jean Lessenich
- Joseph Mader
- Helga Mols
- Max Wendl
- Markus Baldegger
- Thomas Hillenbrand
- Waltraud Markmann Kawinski
- Ursula Krupp-Deman
- Heinz Brzoska
- Heinz Kassung
- Hans Driever

### Plastik/Bildhauerei
- Georg J. Ahrens
- Raimund Böll
- Kurt-Wolf von Borries
- Hilde Broër
- Hubert Bruhs
- Heribert Calleen
- Thera Hofstede Crull
- Heinz Feuerborn
- Dirk Gottfriedt
- Volker A. Hamann
- Vera Lwowski
- Paul Nagel
- Günther Oellers
- Albert Oesch
- Peter Raacke
- Titus Reinarz
- Wolfgang Reuter
- Ulrich Rückriem
- Gretel Schulte-Hostedde
- Fritz Müller-Kamphausen

### Grafik
- Erwin Bechtold
- Stephan Boeder
- Will Burtin
- Ingeborg Drews
- Georg Esser
- Thomas F. Fischer
- Walter Hanel
- Sabine Hoffmann
- Peter Klaucke
- Jürgen Klauke
- Maurilio Minuzzi
- Maf Räderscheidt
- Konrad Schaefer
- Helmut Tollmann
- Eduard Prüssen
- Uwe Brandi

### Fotografie
- Burkhard Jüttner
- Chargesheimer
- Leo Fritz Gruber
- Candida Höfer
- Eusebius Wirdeier

### Goldschmiede
- Fritz Deutsch
- Lioba Munz OSB
- Hein Wimmer